# 莫图济夫卡
49°12′46″N 36°4′6″E / 49.21278°N 36.06833°E
莫图济夫卡（羅馬化：Motuzivka），2024年9月前名为奧利尼基（烏克蘭語：Олійники），是烏克蘭的村莊，位於該國東部哈爾科夫州，由别列斯京区克拉斯諾赫拉德市鎮負責管轄，始建於1826年，面積1.81平方公里，海拔高度112米，2001年人口703，人口密度每平方公里388.4人。
2024年9月19日，乌克兰最高拉达将此村的名字改为莫图济夫卡。